# Гринбер, Луиз
Луиза Гринбер (фр. Louise Grinberg, род. 7 июля 1993) ― французская актриса.

## Биография
Она племянница актрисы Анук Гринберг.
Гринбер дебютировала в кино в 2008 году во французской драме «Класс», где сыграла школьницу . Фильм получил Золотую пальмовую ветвь в Каннах. После участия в этом фильме она решила стать актрисой. В 2011 году она сыграла главную роль в фильме «17 девушек». В следующем году она сыграла дочь Дени Меноше в романтической комедии «Я такая маленькая». В 2014 году она появилась в комедии «Поездка в Прейв» вместе с Томасом Соливером и Сами Сегиром.

## Фильмография
| Год  | Фильм                           | Роль           | Режиссёр                       | Прим.             |
| ---- | ------------------------------- | -------------- | ------------------------------ | ----------------- |
| 2008 | Класс                           | Луиз           | Лоран Канте                    |                   |
| 2011 | 17 девушек                      | Камилла        | Дельфина Кулин и Мюриэль Кулин |                   |
| 2012 | Я сделала себя совсем маленькой | Элис           | Сесилия Руо                    |                   |
| 2012 | Предназначение                  |                | Лука Гуаданьино                | короткометражка   |
| 2013 | Виталик: Исчезай                |                | Ромен Шассен                   | музыкальный фильм |
| 2014 | Надежный                        | Антуан Блоссье |                                |                   |
| 2014 | Я дышу                          |                | Мелани Лоран                   |                   |
| 2016 | Тур де Франс                    |                | Рашид Джайдани                 |                   |
| 2018 | Молитва                         |                |                                |                   |
| 2018 | Города последних событий        | Ара            | Хо Ви-Дин                      |                   |